# Koronisía
Koronisía är en ort i Grekland.   Den ligger i prefekturen Nomós Ártas och regionen Epirus, i den centrala delen av landet, 270 km väster om huvudstaden Aten. Koronisía ligger 7 meter över havet och antalet invånare är 338.
Terrängen runt Koronisía är platt. Havet är nära Koronisía söderut. Runt Koronisía är det ganska glesbefolkat, med 38 invånare per kvadratkilometer. Närmaste större samhälle är Arta, 17,2 km norr om Koronisía. 

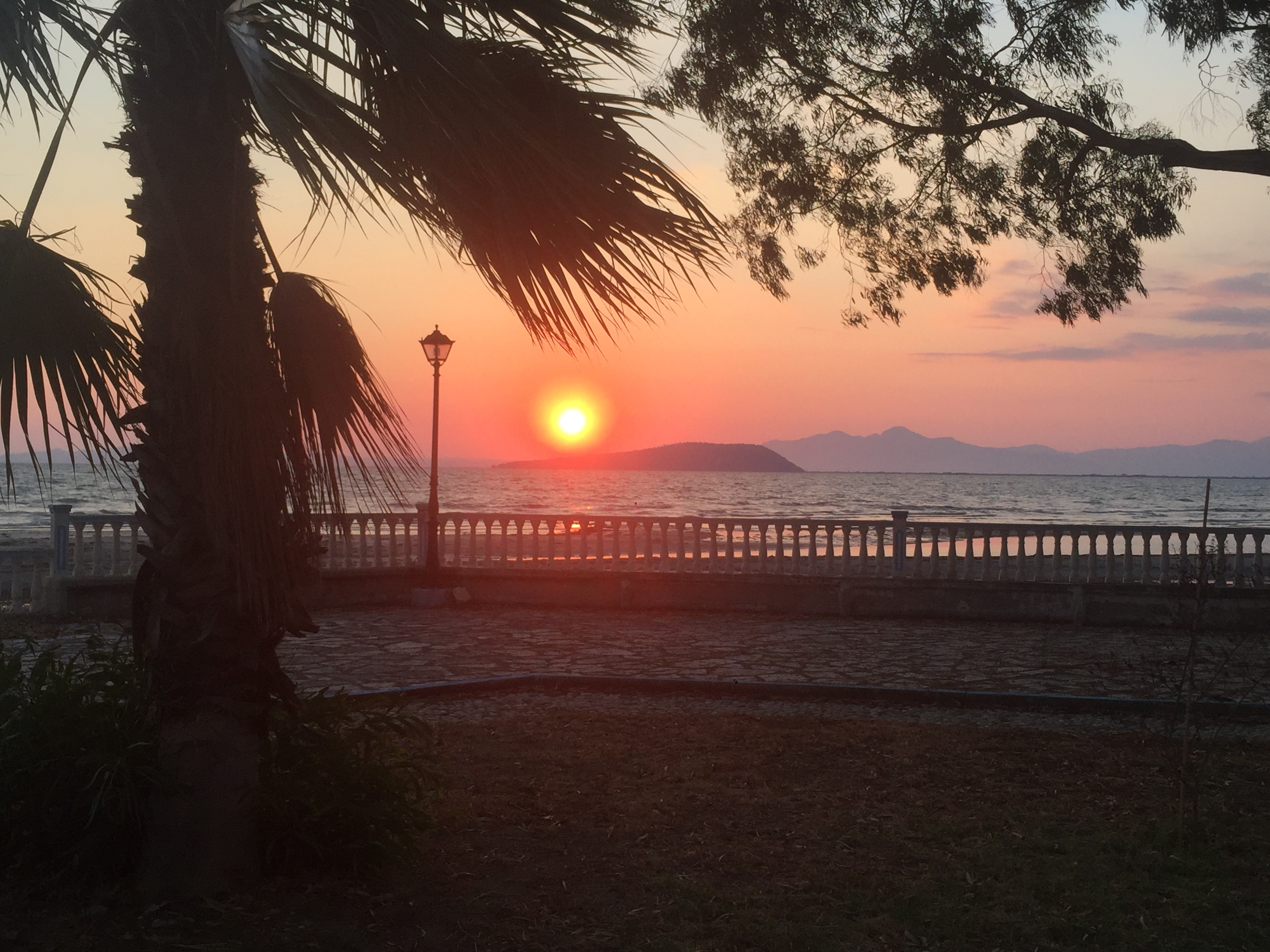
Solnedgång i Koronisia